# Asian Five Nations 2014
L’Asian Five Nations 2014 (in inglese 2014 Asian Five Nations e, per esigenze di sponsorizzazione, 2014 HSBC Asian 5 Nations) fu la 7ª edizione dell'Asian Five Nations organizzato dall'ARFU, nonché in assoluto il 27º campionato asiatico di rugby a 15.
Esso fu l'ultimo a chiamarsi con tale nome, per via del ritiro del suo sponsor, la banca britannica HSBC, ad aprile 2014, la quale annunciò che non avrebbe rinnovato il contratto per il 2015, cosa questa che spinse l'Asian Rugby Football Union ad adottare, per l'anno seguente, una formula a tre squadre; a tal fine, furono previste due retrocessioni dalla Top Five senza promozioni, mentre le divisioni inferiori, per assorbire i due esuberi provenienti dal Top 5, sarebbero stati disputati solo per mantenere il posto nella stagione successiva: così le prime due della 1ª divisione 2014 sarebbero rimaste per il 2015 mentre le ultime due sarebbero retrocesse in 2ª divisione per la stagione successiva, e così via.
Le gare del Top Five valsero anche come quarto e ultimo turno delle qualificazioni asiatiche alla Coppa del Mondo di rugby 2015: la vincitrice del torneo, oltre al titolo di campione asiatica, si qualificò direttamente alla competizione mondiale, mentre la seconda classificata accedette ai ripescaggi interzona.
Per la settima volta in altrettante edizioni fu il Giappone, al suo ventiduesimo titolo complessivo di campione continentale, ad aggiudicarsi il torneo, battendo all'ultima giornata Hong Kong, che fino a quel momento era a pari punti dei Sakura: con la vittoria per 49-8 giunse anche la qualificazione alla Coppa del Mondo di rugby 2015.
A Hong Kong, comunque giunta seconda, si aprirono invece le porte dei ripescaggi interzona.
Sotto il Top Five, i riaggiustamenti portarono a quattro le divisioni, con le promozioni bloccate per il 2014; a fine torneo fu reso noto che la probabile formula della divisione superiore era a tre squadre con gare di andata e ritorno, per un totale di sei incontri complessivi.
Per tutti i tornei a girone all'italiana il sistema di punteggio fu una variante di quello adottato dalle squadre dell'Emisfero Sud, vale a dire 5 punti (invece di 4) per la vittoria, 3 punti (invece di 2) per il pareggio, 0 punti per la sconfitta; un eventuale punto di bonus sia per avere realizzato almeno quattro mete in un incontro e un ulteriore eventuale punto di bonus per la sconfitta con sette o meno punti di scarto.

## Squadre partecipanti
| Top 5         | Divisione 1         | Divisione 2 | Divisione 3   | Divisione 3     | Divisione 4 |
| Top 5         | Divisione 1         | Divisione 2 | Divisione Est | Divisione Ovest | Divisione 4 |
| ------------- | ------------------- | ----------- | ------------- | --------------- | ----------- |
| Corea del Sud | Emirati Arabi Uniti | Iran        | Cina          | India           | Brunei      |
| Filippine     | Kazakistan          | Malaysia    | Guam          | Libano          | Cambogia    |
| Giappone      | Singapore           | Qatar       | Indonesia     | Pakistan        | Mongolia    |
| Hong Kong     | Taipei cinese       | Thailandia  | Laos          | Uzbekistan      |             |
| Sri Lanka     |                     |             |               |                 |             |

## Top Five
| Incheon 26 aprile 2014, ore 12 UTC+9 | Corea del Sud | 59 – 3 | Sri Lanka | Incheon Munhak Stadium\| Arbitro: \| Taku Otsuki \| |
| Arbitro:                             | Taku Otsuki   |        |           |                                                     |

| Arbitro: | Shuhei Kubo |

| |    |  |
| 2’ Wei 8’ Kam Shing 14’ Brant 31’, 49’, 68’ Lamming 35’ Phelps 38’ Hsieh 40’ Jones 42’, 80’ McColl 55’ Varty 59’ Mcqueen 64’ McKee 72’ Wheatley 78’ Baddeley | mt |  |
| 8’, 31’, 35’, 38’, 40’, 42’, 49’, 55’, 68’, 72’, 80’ McAdam                                                                                                  | tr |  |

| Arbitro: | Dewi Rowlands |

|             |      | |
| 5’ Saunders | mt   | 1’, 11’ Tui 18’, 42’ Hopgood 20’, 39’, 56’ Fujita 27’ Gorōmaru 36’, 71’ Matsushima 47’ Murata 54’ Nagae 63’ Uchida 67’ Horie 77’ Ives |
| 5’ Saunders | tr   | 1’, 11’, 18’, 20’, 36’, 42’, 47’, 54’, 56’, 64’, 67’, 71’ Gorōmaru                                                                    |
| 4’ Saunders | c.p. | |

| Colombo 3 maggio 2014, ore 18:30 UTC+5:30 | Sri Lanka      | 10 – 41 | Hong Kong | Colombo Racecourse\| Arbitro: \| Mohammad Azhar \| |
| Arbitro:                                  | Mohammad Azhar |         |           |                                                    |

| Arbitro: | Aaron Littlewood |

| |      |             |
| 4’ Hayashi 6’, 47’, 58’ Leitch 8’, 27’ Yamada 11’, 20’, 25’ Kizu 15’ Fujita 31’, 39’ Tui 41’, 51’ Holani 44’ Ono 62’ Yuhara 67’ Matsushima 72’ Horie 74’ Gorōmaru 80’ Murata | mt   | 69’ Ranjan  |
| 6’, 8’, 11’, 15’, 20’, 25’, 27’, 31’, 39’, 41’, 47’, 51’, 58’, 67’, 72’, 74’ Gorōmaru                                                                                        | tr   | 69’ Mubarak |
| | c.p. | 65’ Mubarak |

| Hong Kong 10 maggio 2014, ore 18 UTC+8 | Hong Kong | 39 – 6 | Corea del Sud | Football Stadium |

| Arbitro: | Anthony Lothian |

|           |      |                                                                             |
| 62’ Jeong | mt   | 4’ Makabe 10’, 43’ Holani 19’ Leitch 33’, 36’, 46’, 50’ Yamada 74’ Kikutani |
|           | tr   | 19’, 33’, 36’, 43’, 46’, 50’, 74’ Gorōmaru                                  |
|           | c.p. | 24’ Gorōmaru                                                                |

| Colombo 17 maggio 2014, ore 18:30 UTC+5:30 | Sri Lanka | 25 – 26 | Filippine | Colombo Racecourse Ground |

| Santa Cruz 24 maggio 2014, ore 15:30 UTC+8 | Filippine | 22 – 52 | Corea del Sud | Eagles Nest Stadium |

| Arbitro: | Mohammad Azhar |

|             |      |                                                                           |
| 60’ McQueen | mt   | 12’, 28’, 72’ Fujita 30’ Tatekawa 37’ Ives 67’ Makabe 77’ Kizu 79’ Uchida |
|             | tr   | 28’, 37’, 77’ Gorōmaru                                                    |
|             | c.p. | 2’ Gorōmaru                                                               |
| 26’ McAdam  | drop |                                                                           |

### Classifica
|  | Squadra       | G | V | N | P | P+  | P-   | diff. | B | PT |
|  | ------------- | - | - | - | - | --- | ---- | ----- | - | -- |
|  | Giappone      | 4 | 4 | 0 | 0 | 342 | 33   | +309  | 4 | 24 |
|  | Hong Kong     | 4 | 3 | 0 | 1 | 196 | 65   | +131  | 3 | 18 |
|  | Corea del Sud | 4 | 2 | 0 | 2 | 122 | +126 | -4    | 2 | 12 |
|  | Filippine     | 4 | 1 | 0 | 3 | 58  | 284  | -226  | 1 | 6  |
|  | Sri Lanka     | 4 | 0 | 0 | 4 | 48  | 258  | -210  | 1 | 1  |

## 1ª divisione
|  | Play-off            |                     |    |  |
|  |                     |                     |    |  |
|  | Emirati Arabi Uniti | Emirati Arabi Uniti | 13 |  |
|  | Singapore           | Singapore           | 30 |  |
|  | Taipei cinese       | Taipei cinese       | 8  |  |
|  | Kazakistan          | Kazakistan          | 37 |  |

## 2ª divisione
|  | Semifinali | Semifinali | Semifinali |       |          | Finale          | Finale          | Finale          |  |
|  |            |            |            |       |          |                 |                 |                 |  |
|  | Malaysia   | Malaysia   | 43         |       |          |                 |                 |                 |  |
|  | Malaysia   | Malaysia   | 43         |       |          |                 |                 |                 |  |
|  | Iran       | Iran       | 22         |       |          |                 |                 |                 |  |
|  | Iran       | Iran       | 22         |       | Malaysia | Malaysia        | 31              |                 |  |
|  |            |            |            |       | Malaysia | Malaysia        | 31              |                 |  |
|  |            |            | Qatar      | Qatar | 22       |                 |                 |                 |  |
|  | Thailandia | Thailandia | Qatar      | Qatar | 22       | 11              |                 |                 |  |
|  | Thailandia | Thailandia |            |       |          | 11              |                 |                 |  |
|  | Qatar      | Qatar      | 24         |       |          | Finale 3º posto | Finale 3º posto | Finale 3º posto |  |
|  | Qatar      | Qatar      | 24         |       |          |                 |                 |                 |  |
|  |            |            |            |       |          |                 |                 |                 |  |
|  |            |            |            |       |          | Iran            | Iran            | 26              |  |
|  |            |            |            |       |          | Iran            | Iran            | 26              |  |
|  |            |            |            |       |          | Thailandia      | Thailandia      | 23              |  |

## 3ª divisione

### 3ª divisione Est
|  | Semifinali | Semifinali | Semifinali |      |      | Finale          | Finale          | Finale          |  |
|  |            |            |            |      |      |                 |                 |                 |  |
|  | Guam       | Guam       | 48         |      |      |                 |                 |                 |  |
|  | Guam       | Guam       | 48         |      |      |                 |                 |                 |  |
|  | Laos       | Laos       | 10         |      |      |                 |                 |                 |  |
|  | Laos       | Laos       | 10         |      | Guam | Guam            | 10              |                 |  |
|  |            |            |            |      | Guam | Guam            | 10              |                 |  |
|  |            |            | Cina       | Cina | 41   |                 |                 |                 |  |
|  | Indonesia  | Indonesia  | Cina       | Cina | 41   | 6               |                 |                 |  |
|  | Indonesia  | Indonesia  |            |      |      | 6               |                 |                 |  |
|  | Cina       | Cina       | 10         |      |      | Finale 3º posto | Finale 3º posto | Finale 3º posto |  |
|  | Cina       | Cina       | 10         |      |      |                 |                 |                 |  |
|  |            |            |            |      |      |                 |                 |                 |  |
|  |            |            |            |      |      | Laos            | Laos            | 10              |  |
|  |            |            |            |      |      | Laos            | Laos            | 10              |  |
|  |            |            |            |      |      | Indonesia       | Indonesia       | 11              |  |

### 3ª divisione Ovest
|  | Semifinali | Semifinali | Semifinali |        |            | Finale          | Finale          | Finale          |  |
|  |            |            |            |        |            |                 |                 |                 |  |
|  | India      | India      | 17         |        |            |                 |                 |                 |  |
|  | India      | India      | 17         |        |            |                 |                 |                 |  |
|  | Uzbekistan | Uzbekistan | 23         |        |            |                 |                 |                 |  |
|  | Uzbekistan | Uzbekistan | 23         |        | Uzbekistan | Uzbekistan      | 19              |                 |  |
|  |            |            |            |        | Uzbekistan | Uzbekistan      | 19              |                 |  |
|  |            |            | Libano     | Libano | 20         |                 |                 |                 |  |
|  | Libano     | Libano     | Libano     | Libano | 20         | 17              |                 |                 |  |
|  | Libano     | Libano     |            |        |            | 17              |                 |                 |  |
|  | Pakistan   | Pakistan   | 3          |        |            | Finale 3º posto | Finale 3º posto | Finale 3º posto |  |
|  | Pakistan   | Pakistan   | 3          |        |            |                 |                 |                 |  |
|  |            |            |            |        |            |                 |                 |                 |  |
|  |            |            |            |        |            | India           | India           | 25              |  |
|  |            |            |            |        |            | India           | India           | 25              |  |
|  |            |            |            |        |            | Pakistan        | Pakistan        | 7               |  |

## 4ª divisione
| Data      | Incontro            | Risultato | Sede                |
| --------- | ------------------- | --------- | ------------------- |
| 17-6-2014 | Brunei ― Mongolia   | 13-38     | Bandar Seri Begawan |
| 19-6-2014 | Cambogia ― Mongolia | 5-49      | Bandar Seri Begawan |
| 21-6-2014 | Brunei ― Cambogia   | 20-25     | Bandar Seri Begawan |

|  | Classifica | G | V | N | P | P+ | P- | diff. | B | PT |
|  | ---------- | - | - | - | - | -- | -- | ----- | - | -- |
|  | Mongolia   | 2 | 2 | 0 | 0 | 87 | 18 | +69   | 2 | 12 |
|  | Cambogia   | 2 | 1 | 0 | 1 | 30 | 69 | -39   | 0 | 5  |
|  | Brunei     | 2 | 0 | 0 | 2 | 33 | 63 | -30   | 1 | 1  |